# Alepisauriformes
 (décembre 2018).
Si vous disposez d'ouvrages ou d'articles de référence ou si vous connaissez des sites web de qualité traitant du thème abordé ici, merci de compléter l'article en donnant les références utiles à sa vérifiabilité et en les liant à la section « Notes et références ».
Ordre
 Alepisauriformes   est un ordre de poissons osseux de la classe des Actinopterygii. Il est considéré comme éteint, à l'exception peut-être du genre Synodus dont l'attribution aux Alepisauriformes ou aux Aulopiformes est discutée.

## Systématique
L'ordre des Alepisauriformes a été décrit par l'ichtyologue britannique Charles Tate Regan en 1911.

### Taxinomie
Liste des genres
- †Apateodus
- †Apateopholis
- †Argillichthys
- †Cheirothrix
- †Cyranichthys
- †Dercetis
- †Dercetoides
- †Drimys
- †Eurypholis
- †Evermanella
- †Exocoetoides
- †Halec
- †Hemisaurida
- †Holosteus
- †Ichthyotringa
- †Leptecodon
- †Lestidiops
- †Palaeolycus
- †Pantophilus
- †Paralepis
- †Parascopelus
- †Parenchodus
- †Pelargorhynchus
- †Phylactocephalus
- †Prionolepis
- †Rharbichthys
- †Rhynchodercetis
- †Saurorhamphus
- Synodus ?
- †Telepholis
- †Volcichthys